# Đặng Nguyên Cẩn
Đặng Nguyên Cẩn (1867-1923), tên cũ là Đặng Thai Nhận, hiệu Thai Sơn, Tam Thai; là chí sĩ cận đại trong lịch sử Việt Nam.

## Thân thế
Ông sinh trưởng tại làng Lương Điền, tổng Bích Triều, huyện Thanh Chương, tỉnh Nghệ An.
Cha của ông là Đặng Thai Giai (hay Thai Cảnh), từng tham gia phong trào Cần Vương, bị quân Pháp bắt giam, tra tấn rồi an trí cho đến chết .

## Sự nghiệp
Năm 1888, Đặng Nguyên Cẩn thi đỗ Cử nhân khoa Mậu Tý, được bổ làm Giáo thụ phủ Hưng Nguyên nằm ở phía nam tỉnh Nghệ An.
Năm 1895, ông đỗ Phó bảng khoa Ất Mùi, được đổi làm quan tại Huế, rồi làm Đốc học ở tỉnh Nghệ An.
Theo con đường của cha, tại đây, ông tham gia và cổ động phong trào Đông Du, phong trào Duy Tân theo đường lối do Phan Chu Trinh khởi xướng.
Đầu tháng 8 năm 1905, Đặng Nguyên Cẩn và Ngô Đức Kế gặp Phan Bội Châu tại Hà Tĩnh, khi nhà chí sĩ này về nước với ý định đón Cường Để xuất ngoại. Cũng trong năm này, Đặng Nguyên Cẩn đưa em là Đặng Thúc Hứa  xuất dương sang Nhật học tập.
Năm 1907, ông cùng Ngô Đức Kế, Lê Văn Huân lập "Triêu Dương thương quán" ở Vinh buôn bán hàng nội hoá và các sách tân thư của Đông Kinh Nghĩa Thục, để vừa cổ xúy vừa tạo nguồn tài chính cho phong trào. Tuy nhiên, chỉ hoạt động được nửa năm, thì nhà cầm quyền thực dân Pháp bắt đầu ra tay đàn áp, "Triêu Dương thương quán" bị buộc đóng cửa, còn Đặng Nguyên Cẩn thì bị thuyên chuyển vào làm đốc học Bình Thuận.
Năm 1908, ông hưởng ứng phong trào chống thuế ở Trung Kỳ, bị Pháp bắt đày ra Côn Đảo.
Bị lao tù khổ sở suốt 13 năm, đến năm 1921, Đặng Nguyên Cẩn được thả cùng với Huỳnh Thúc Kháng, Ngô Đức Kế.
Trở về quê ít lâu sau thì ông mất (1923).
Viết về ông, trong "Thi tù tùng thoại" (1939) của Huỳnh Thúc Kháng có đoạn: 
Cụ Đặng Nguyên Cẩn là một nhà học rộng, sĩ phu Nghệ Tĩnh xem như núi Thái Sơn, sao Bắc Đẩu, là một người bạn già của cụ Sào Nam. Vóc người nhỏ bé, mặt mũi đen sạm, ngoài văn học ra không biết một thứ gì. Tướng cụ xấu, nếu như không quen biết mà mới gặp cụ lần đầu, tất cho là người không biết chữ nhất là một, mà ai có dè trong bụng như kho sách, khí áp nghìn quân; cái ngòi bút cổ kính không ai sánh, cùng cái tướng xấu quê đen sạm kia, hiệp thành cái lạ mà đời người ít có.

## Tác phẩm
Sinh thời, Đặng Nguyên Cẩn có sáng tác một số thơ văn, một số đã được giới thiệu trong "Thi tù tùng thoại" của Huỳnh Thúc Kháng.
Sau này, các sách hợp tuyển thơ văn yêu nước ở đầu thế kỷ 20 cũng đã giới thiệu lại một số bài của ông, như: Cảm tác, Khấp Ngư Hải Đặng Thái Thân, Cổ động tân học, Điếu Phạm Văn Ngôn, Tiễn Phan Sào Nam nam du, Đặng Lam thành sơn hoài cổ phú,...

## Thông tin thêm
Ở Thành phố Hồ Chí Minh, thành phố Ban Mê Thuột đều có đường phố mang tên Đặng Nguyên Cẩn.
Con ông là nhà giáo, nhà văn Đặng Thai Mai.